# ニューヨーク造船所
ニューヨーク造船株式会社（New York Shipbuilding Corporation）は、アメリカ合衆国の造船会社である。1899年に設立され、1900年に最初の造船所を開設した。ニュージャージー州カムデン、デラウェア川の東岸に位置し、アメリカ海軍・アメリカ沿岸警備隊向け艦艇、商船、その他の海事関係で500隻以上の船舶を建造した。

## 概要
ニューヨーク造船所は航空母艦、戦艦、豪華客船から、はしけ船、車両艀まで全ての種類の船舶を建造した。第二次世界大戦のピーク時にニューヨーク造船所は世界で最大規模、総建造トン数でも最大の造船所であった。同造船所で建造された特筆すべき艦艇としては、駆逐艦「ルーベン・ジェームズ」、重巡洋艦「インディアナポリス」、空母「キティホーク」、原子力貨物船「サヴァンナ」、「Four Aces」の愛称で呼ばれた4隻の豪華客船などがある。
第一次世界大戦中にニューヨーク造船所はアメリカ海軍およびエマージェンシー・フリート株式会社からの注文を満たすために急速に拡張した。造船所従業員の住宅が不足したため、ヨークシップ村が建設された。同村はエレクタス・ダーウィン・リッチフィールドが計画し、陸軍省が融資を行い1,000戸のレンガ造り住宅が建設された。ヨークシップ村は現在のカムデン市フェアヴュー区である。
ニューヨーク造船所が第二次世界大戦中に建造した艦には9隻のインディペンデンス級航空母艦、戦艦「サウスダコタ」、ノルマンディー上陸作戦で使用された98隻の戦車上陸用舟艇が含まれる。
第二次世界大戦が終了するとニューヨーク造船所の規模は縮小された。造船所はアメリカ海事局およびアメリカ海軍からの僅かな契約で生き延びた。造船所はその後1960年に最後の民間船「S.S. Export Adventurer」、1967年に同造船所最後の艦「カムデン」を建造した。造船所の敷地跡は現在カムデン港の一部であり、貨物の取り扱いが行われている。